# Ирландско-польские отношения
Ирландско-польские отношения — двусторонние дипломатические отношения между Ирландией и Польшей. Оба государства являются членами Европейского союза и Совета Европы.

## Польское меньшинство в Ирландии
В 2011 году в Ирландии проживало около 122 тысяч поляков, что являлось крупнейшим этническим меньшинством в стране.

## Экономические отношения

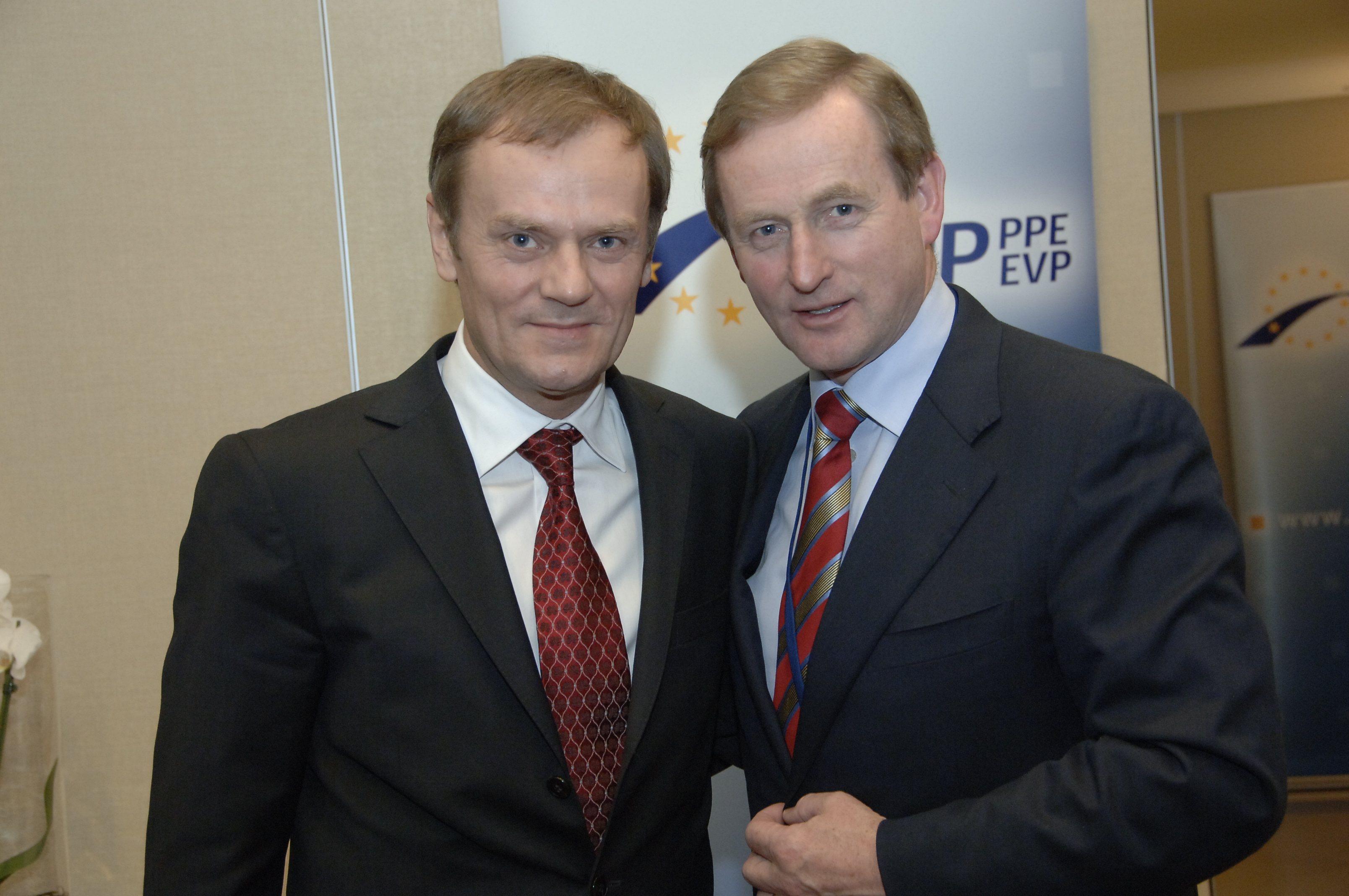
Премьер-министры Польши и Ирландии: Дональд Туск и Энда Кенни

В исследовании Economic Survey 2012, проведенном Польско-немецкой торгово-промышленной палатой совместно с шестью другими палатами (в том числе и ирландской) 95 % иностранных инвесторов отмечало Польшу в качестве места размещения своих инвестиций.
По оценкам ирландской правительственной организации Enterprise Ireland 160 ирландских компаний экспортируют свою продукцию в Польшу, а 60 предприятий во многих отраслях имеют в Польше юридическое лицо. Прямые авиарейсы из Дублина и Корка, связывающие большую польскую диаспору Ирландии с десятью городами Польши, упрощают экономические отношения между двумя странами и облегчают создание неформальных контактов. Большое количество поляков отправляет деньги в свою страну. В то же время ирландские граждане и компании, работающие в Польше, переводят деньги в Ирландию. Также была создана сеть контактов между Irish Polish Business Association в Дублине и Ирландско-польской торгово-промышленной палатой (Irish Chamber of Commerce and Enterprise Ireland) в Варшаве.